# Дяглево (Думіницький район)
Дяглево (рос. Дяглево) — присілок в Думіницькому районі Калузької області Російської Федерації.
Населення становить 4 особи. Входить до складу муніципального утворення Село Вертне.

## Історія
Від 2004 року входить до складу муніципального утворення Село Вертне.

## Населення
| 2002 | 2010 |
| ---- | ---- |
| 13   | ↘4   |